# ROX (série télévisée)
Pour les articles homonymes, voir ROX.
 (juin 2020).
Si vous disposez d'ouvrages ou d'articles de référence ou si vous connaissez des sites web de qualité traitant du thème abordé ici, merci de compléter l'article en donnant les références utiles à sa vérifiabilité et en les liant à la section « Notes et références ».
ROX est une série belge pour enfants produite par Studio 100 pour la chaîne de télévision flamande pour enfant Ketnet. La série tourne autour de trois super-héros (Rick, Olivia et Xavier), chacun avec ses propres talents, qui sont réunis par un certain colonel pour résoudre des crimes dans le plus grand secret avec l'aide d'une voiture high-tech Rox.
ROX est apparu pour la première fois à la télévision en 2011 et est diffusé en Flandre sur Ketnet et dans toute la Belgique sur Studio 100 TV. En 2015, on peut voir ROX dans le long métrage Mega Mindy versus Rox (nl), dans lequel ils sont en compétition avec le super-héros Mega Mindy. À l'automne 2015, une mini-série intitulée « Falen is geen optie » (également appelée « Jacht op Roxkracht ») est apparue sur Ketnet. Il s'agissait de cinq épisodes d'une dizaine de minutes qui ont été regroupés sous forme de film.

## Synopsis
« Trois jeunes héros ont été choisis par le gouvernement pour former une équipe ultra secrète. Leur mission, réussir là ou tout le monde échoue. Leur arme secrète, ROX. » (traduction du générique).
Rick, Olivia et Xavier devront en plus de leur quotidien, répondre aux appels du colonel et effectuer ses missions. Leur atout dans leurs missions est une voiture pleine de technologie capable de discuter, conduire automatiquement ou encore d'effectuer des ordres. Si une urgence a lieu, ROX active son supermodus, ils peuvent alors se déplacer plus rapidement à l'aide de cette amélioration.

## Distribution

### Acteurs principaux
- Jelle Florizoone : Rick
- Jana Geurts : Olivia
- Jeremy Vandoorne : Xavier
- Chris Van den Durpel: Rox (voix)
- Frans Maas : Colonel
- Magda Cnudde : Joséphine